# 丰迪萨克
丰迪萨克（法語：Fond du Sac）是毛里求斯岛庞普勒穆斯区的一个村庄。该村庄由丰迪萨克村议会在庞普勒穆斯区议会的监督下管理。2011年人口数量为5,186人。